# Provinz Illizi
Die Provinz Illizi (arabisch ولاية إليزي, DMG Wilāyat Illīzī, tamazight ⴰⴳⴻⵣⴷⵓ ⵏ ⵉⵍⵍⵉⵣⵉ Agezdu n Illizi) ist eine Provinz (wilaya) im südöstlichen Algerien.
Die Provinz liegt in der Sahara, grenzt im Osten an Tunesien und Libyen, im Süden an die Provinz Djanet, im Westen an die Provinzen Tamanrasset und In Salah und im Norden an die Provinz Ouargla.
Im Dezember 2019 wurde der bis zum Niger reichende Südteil der Provinz Illizi mit den Kommunen Bordj El Haouas und Djanet abgetrennt und die eigenständige Provinz Djanet neu geschaffen.
Die Fläche der Provinz Illizi beträgt nunmehr 198.815 km². Mit 34.715 Einwohnern (Statistik 2008) ist sie äußerst dünn besiedelt, die Bevölkerungsdichte beträgt somit nur rund 0,2 Einwohner pro Quadratkilometer. Viele der Einwohner sind Tuareg.
Hauptstadt der Provinz ist Illizi, weitere größere Orte sind Bordj Omar Driss, Debdeb, In Aménas, Ohanet.

## Kommunen

1. Illizi • 2. Djanet • 3. Debdeb • 4. Bordj Omar Driss • 5. Bordj El Haouasse • 6. In Amenas. Die Kommunen Nr. 2 und 5 gehören nicht mehr zur Provinz Illizi, sondern seit 2019 zur Provinz Djanet

In der Provinz liegen folgende Kommunen als Selbstverwaltungskörperschaften der örtlichen Gemeinschaft:
| Code ONS | Kommune          | Arabisch      | Bevölkerung 2008 | Fläche (km²) |
| -------- | ---------------- | ------------- | ---------------- | ------------ |
| 3301     | Illizi           | ايليزى        | 17.252           | 75.945       |
| 3303     | Debdeb           | دبداب         | 4.341            | 31.537       |
| 3304     | Bordj Omar Driss | برج عمر ادريس | 5.736            | 82.280       |
| 3306     | In Aménas        | إن أميناس     | 7.385            | 14.913       |